# José Pedro Varela (Stadt)
José Pedro Varela ist eine Stadt in Uruguay.

## Geographie
Sie befindet sich in der 10. Sektion im Norden des Departamento Lavalleja am Ufer des Arroyo Corrales. Nördlich der Stadt verläuft die Grenze zum Nachbardepartamento Treinta y Tres. Die Distanz zur Departamento-Hauptstadt Minas beträgt 136 Kilometer, während Montevideo ca. 256 Kilometer entfernt liegt.

## Infrastruktur
Durch die Stadt führt die Ruta 8, die hier mit der Ruta 14 zusammentrifft. Da sich mit Saman und Casarone zwei der bedeutendsten Unternehmen dieses Sektors in José Pedro Varela befinden, wird die Stadt auch als die Hauptstadt des Reisanbaus tituliert.

## Geschichte
Die ersten Ansiedlungen im Stadtgebiet stammen aus dem Jahr 1870. 1904 schritt dann unter der Federführung von Ceferino Lenú und anderer Einwohner die Entwicklung der Corrales genannten Ortschaft fort. Offiziell erfolgte die Gründung dann im Jahr 1912, als der Kaufmann Bernardo Coya seine Felder in 118 Bauplätze aufteilte. Per Gesetz vom 1. Februar 1918 sowie der Unterschrift des damaligen Präsidenten Feliciano Viera wurde dem Siedlungskern der Status einer Ortschaft ("pueblo") verliehen. Des Weiteren erhielt sie im Zuge dessen den heutigen Namen. Dieser ist auf José Pedro Varela zurückzuführen. Durch das Gesetz "Ley No. 13.631" wurde sie am 19. November 1967 in die Kategorie "Stadt" eingestuft.

## Einwohner
Die Einwohnerzahl José Pedro Varelas beträgt 5.118 (Stand: 2011), davon 2.470 männliche und 2.648 weibliche.
| Jahr | Einwohner |
| ---- | --------- |
| 1963 | 2.983     |
| 1975 | 3.543     |
| 1985 | 4.077     |
| 1996 | 4.983     |
| 2004 | 5.332     |
| 2011 | 5.118     |

Quelle: Instituto Nacional de Estadística de Uruguay

## Stadtverwaltung
Bürgermeister (Alcalde) von José Pedro Varela ist Dario Amaro.

## Söhne und Töchter der Stadt
- Darwin Torres (* 1991), Fußballspieler